# Przełęcz Kocońska
Przełęcz Kocońska (561 m) – przełęcz pomiędzy szczytami Kościanki (Kocońki, 700 m) oraz Małysiaków Gronia (680 m). Stanowi południowe obniżenie Bramy Kocońskiej, oddzielającej Beskid Mały od Pasma Pewelsko-Ślemieńskiego. Leży na dziale wodnym pomiędzy Sołą a Skawą. Przez przełęcz nie przebiegają żadne znakowane piesze szlaki turystyczne.
Według Jerzego Kondrackiego, autora regionalizacji fizycznogeograficznej Polski Pasmo Pewelskie należy do Beskidu Makowskiego, tak więc Kocońską przełęcz należy uznać za wewnętrzną przełęcz Beskidu Makowskiego. W nowszej regionalizacji z 2018 roku Pasmo Pewelskie należy do Pasm Pewelsko-Krzeszowskich. Przez przełęcz przebiega granica między wsiami Las w województwie śląskim (stok zachodni) i Kurów w województwie małopolskim (stok wschodni).